# ジョン・マクウォーター
ジョン・ハミルトン・マクウォーター5世（John Hamilton McWhorter V, [məkˈhwɔːrtər]、1965年10月6日生まれ）は、アメリカの大学教員、言語学者で英語と比較文学の助教授である。彼は、コロンビア大学で、言語学、アメリカ研究、哲学、音楽史を教えている。彼は言語と人種関係に関する多くの本の著者であり、彼の著作は多くの著名な雑誌に掲載されている。彼の研究は、クレオール言語がどのように形成されるか、そして社会史的現象の結果として言語文法がどのように変化するかを専門としている。 

## 若いころ
マクウォーターはフィラデルフィアで生まれ育った。父親のジョン・ハミルトン・マクウォーター4世（1927–1996）は大学の運営者であり、母親のシェリスチュア(Schelysture)・ゴードン・マクウォーター（1937–2011）はテンプル大学でソーシャルワークを教えていた。彼はフィラデルフィアのフレンズセレクトスクールに通い、10年生の後にサイモンズロックカレッジに入学し、A.A.を取得した。その後、彼はラトガース大学に通い、1985年にフランス語の学士号を取得した。ニューヨーク大学でアメリカ研究の修士号を取得した。1993年にスタンフォード大学で言語学を学び博士号を取得した。 

## キャリア
2008年以来、彼はコロンビア大学で言語学、アメリカ研究、コアカリキュラムプログラムのクラスを教えており、現在は英語および比較文学部門の准教授である。卒業後、マクウォーターは1993年から1995年までコーネル大学で言語学の准教授を務めた後、1995年から2003年までカリフォルニア大学バークレー校で言語学の准教授を務めた。彼はその地位を離れて、保守的なシンクタンクであるマンハッタン研究所のシニアフェローになった。2001年から2014年までザ・ニュー・リパブリックで編集長を務めていた。2006年から2008年まで、彼はザ・ニューヨーク・サンのコラムニストであり、The Root、The New York Daily News、The Daily Beast、CNN、Time Ideasのコラムを定期的に執筆している。 
マクウォーターは言語学と人種関係に関する多くの本を出版しており、その中でも『Power of Babel: A Natural History of Language（バベルの力 言語の自然史）』、『Our Magnificent Bastard Tongue: The Untold History of English（私たちの壮大な雑種の言語 語られざる英語の歴史）』、『Doing Our Own Thing: The Degradation of Language and Music and Why You Should, Like, Care（自分のことをする 言語と音楽の劣化とあなたがなぜ好み、気にかけるべきか）』、『Losing the Race: Self-Sabotage in Black America（人種の喪失 ブラックアメリカの自虐行為）』はよく知られている。彼は、関連するテーマについて定期的にラジオやテレビに出演する。National Public Radioで頻繁にインタビューを受け、Bloggingheads.tvで頻繁にグレン・ロウリーとの10年間の議論を含む寄稿をしている。Penn ＆ Teller: Bullshit!に2回出演している。かつて言語学教授としての彼の立場への冒涜的なエピソードで、そして再び政治的見解と人種関係の知識のための奴隷制の賠償エピソードで。彼はTED（2013、2016）で講演し、コルベア・レポーとReal Time with Bill Maherに出演し、MSNBCのUp with Chris Hayesにも定期的に出演していた。 

マクウォーターはコース「The Story of Human Language」、「Understanding Linguistics: The Science of Language（言語学の理解 言語の科学）」「Myths, Lies and Half-Truths About English Usage（英語の用法に関する神話、嘘、半分の真実）」、「Language Families of the World（世界の語族）」や、Teaching Companyが制作したThe Great Coursesシリーズの「Language From A to Z」の著者である。 
人気作家のマクウォーターは、タイム、ザ・ウォール・ストリート・ジャーナル、The Atlantic、The Chronicle of Higher Education、ザ・ニューヨーク・タイムズ、ザ・ワシントン・ポスト、The New Republic、ポリティコ、フォーブス、シカゴ・トリビューン、ニューヨーク・デイリー・ニュース、City Journal、The NewYorkerなどに寄稿している。The Atlanticと、ホストとしてスレートのレキシコンバレーポッドキャストでは編集もしている。 

## 言語学
マクウォーターの学術研究の多くは、クレオールと他の言語との関係に関するもので、多くの場合、スリナムのクレオール言語であるサラマッカ語に焦点を当てている。彼の研究は、第二言語習得が言語に及ぼす効果の一般的な調査にまで広がっている。彼は、言語は自然に複雑で不規則な傾向があり、その傾向は成人が言語を習得することによってのみ逆転し、クレオールの形成は単に後者の極端な例であると主張する。その例として、英語、北京語、ペルシャ語、アラビア語の現代の口語的変種、スワヒリ語、インドネシア語を挙げている。彼は自らの考えを、学術的なフォーマットでは『言語の中断と言語の単純性と複雑性』で概説し、一般大衆のために『言語とは何か』と『私たちの偉大な雑種の言葉』で概説した。他の言語学者の中には、彼の単純性と複雑性の概念は印象主義的で、ヨーロッパの言語との比較に基づいており、彼が提案する相関関係には例外があると指摘する者もいる。 
マクウォーターは、サピア＝ウォーフ仮説に対し、声高に批判している。The Language Hoaxで、彼は「言語と思考は繋がっている」という概念に対する反対を概説している。 
マクウォーターはまた、フローレス島のさまざまな言語が近くのスラウェシ島からの積極的な移住によって変容したという説を提唱し、英語は先住民が話すケルト系の言語に影響され、その後イギリスのゲルマン人の侵略者に遭遇したと主張している学者たちの一員に加わった。彼はまた、メディアに対して、「いいね」や「完全に」などの現代的な用法や他の非標準的なスピーチなどの、口語的な構成は、英語の劣化したものではなく代替表現と考えるべきであると主張するメディアのためにさまざまな作品を書いている。 
2017年1月、マクウォーターは、アメリカ言語学会の初開催の「言語に関する公開講座」シリーズの講演者の1人となった。 

## 社会的および政治的見解
マクウォーターは自分自身を「気難しいリベラルな民主党員」と表現している。この説明を裏付けるように、彼は「公民権の正統性の多くの信条に反対し続けている」一方で、「バラク・オバマを支持し、麻薬戦争を非難し、同性婚を支持し、ジョージ・ブッシュに一度も投票せず、首尾一貫した話し言葉として黒人英語について書いた」と述べている。マクウォーターはさらに、彼が働いていた保守的なマンハッタン研究所が「民主党員を常に歓迎してきた」と指摘する。マクウォーターは、特にパウロ・フレイレやジョナサン・コゾルのような左派や活動家の教育者を批判している。アファーマティブ・アクションは人種ではなく階級に基づくべきだと彼は考えている。政治理論家のマーク・サティンは、マクウォーターを急進的中道派の思想家だと考えている。 
マクウォーターは無神論者である。 

### 人種差別に関する見解
マクウォーターは、反人種差別は、米国で人種差別そのものと同じくらい有害になっていると考えている。彼によると、黒人を抑圧しているのは、白人の人種差別ではなく「黒人の態度」なのだという。 
2015年4月、マクウォーターはNPRに出演し、「thug（凶悪犯）」という言葉の使用は、白人が犯罪行為に関して使用するときには、「Nワード」や「黒人が物事を台無しにした」を意味するコードになっていると主張した。また、黒人コミュニティが「thug」を使うことは黒人の自己決定と生存に対する称賛を肯定的に意味する可能性があることから、オバマ大統領と元ボルチモア市長のステファニー・ローリングス＝ブレイク（彼女は後に謝罪した）による使用は同じように解釈することはできないと付け加えた。マクウォーターはワシントンポストの記事で自身の見解を明らかにした。 
マクウォーターはマイクロアグレッションと白人至上主義の理論を批判し、技術は人種差別ができないと主張している。 

## 書誌
- 1997：クレオール創世記の新しいモデルに向けてISBN 0-820-43312-8
- 1998：通りの言葉：「純粋な」標準英語の神話を暴くISBN 0-738-20446-3
- 2000：言葉を広める：アメリカの言語と方言ISBN 0-325-00198-7
- 2000：失われたスペインのクレオール：プランテーションの誕生の回復ISBN 0-520-21999-6
- 2000年：負けたレース：ブラックアメリカの自虐行為ISBN 0-684-83669-6
- 2001：バベルの力：言語の自然史ISBN 0-06-052085-X
- 2003：AuthenticallyBlack：EsilsaysfortheBlackSilentMajorityISBN 1-592-40001-9
- 2003：自分自身のことをする：言語と音楽の劣化と、なぜ、気にかけるべきかISBN 1-592-40016-7
- 2005：クレオールの定義ISBN 0-195-16669-8
- 2005年：レースに勝つ：ブラックアメリカの危機を超えてISBN 1-592-40188-0
- 2007：言語の中断：標準言語文法における非ネイティブ取得の兆候ISBN 0-195-30980-4
- 2008：ビートのすべて：ヒップホップがブラックアメリカを救えない理由ISBN 1-592-40374-3
- 2008：私たちの壮大なバスタードタン：英語の未定の歴史ISBN 1-592-40395-6
- 2011：言語の単純さと複雑さ：なぜ言語は服を脱ぐのか？ISBN 978-1-934-07837-2
- 2011：言語とは：（そして、それは何で、何ができなかったのか）ISBN 978-1-592-40625-8
- 2012：サラマカンクレオールの文法（ジェフグッドと共著）ISBN 978-3-11-027643-5
- 2014：TheLanguageHoax：世界はどの言語でも同じように見える理由ISBN 978-0-199-36158-8
- 2016：移動中の言葉：英語が止まらない（できない）理由（文字通り）ISBN 978-1-627-79471-8
- 2017：トーキング・バック、トーキング・ブラック：アメリカのリンガ・フランカに関する真実ISBN 978-1-942-65820-7
- 2018：クレオールの議論ISBN 978-1-108-42864-4
- 2015–2019：大西洋のコラム。

## ビデオクリップ
- ドナルドトランプの話し方は「奇妙な思春期」です–MSNBC
- エルフ語、クリンゴン語、ドスラキ語、ナヴィ語は本当の言語ですか？–TED-Ed
- 新しい言語を学ぶ4つの理由–TED
- 1619プロジェクトの批判的な見方–グレンショー

## 参照資料
1. ↑  McWhorter, John H. "Lexicon Valley". Slate. The Slate Group, a Graham Holdings Company. (Listen to McWhorter's pronunciation of his own name at the beginning of each podcast.)
2. ↑  “NY Daily News- Articles By John McWhorter”. NY Daily News. 2014年11月29日閲覧。
3. ↑  Word on the Street: Debunking the Myth of a Pure Standard English, John H. McWhorter V, Perseus Publishing, 1998
4. ↑  Miller, Jason Philip (2006). Gates, Henry Louis; Higginbotham, Evelyn Brooks (eds.). McWhorter, John. New York: Oxford University Press. doi:10.1093/aasc/9780195301731.013.5211. ISBN 9780195301731。
5. ↑  Black Conservative Intellectuals in Modern America, Michael L. Ondaatje, University of Pennsylvania Press, 2010, p. 174
6. ↑  McWhorter, John (2007). Language Interrupted: Signs of Non-Native Acquisition in Standard Language Grammars. Oxford University Press. pp. 5–18. ISBN 978-0-198-04231-0
7. ↑  Ansaldo, Umberto; Lim, Lisa (2015). Languages in Contact. Cambridge University Press. pp. 194–195. ISBN 978-0-521-76795-8
8. ↑  Giuffrè (2013年). “Review: Linguistic simplicity and complexity”. LINGUIST List. 2016年8月20日閲覧。
9. ↑  McWhorter, J. H. (July 10, 2009). “What else happened to English? A brief for the Celtic hypothesis”. English Language & Linguistics 13 (2):  163–191. doi:10.1017/S1360674309002974.
10. ↑  McWhorter (2014年4月5日). “Opinion | Like, Degrading the Language? No Way”. 2021年9月8日閲覧。
11. ↑  “LSA Public Lectures on Language Series – Linguistic Society of America”. www.linguisticsociety.org. 2021年9月8日閲覧。
12. ↑  McWhorter (2011年1月25日). “Frances Fox Piven, Jim Sleeper and Me”. The New Republic. 2014年11月29日閲覧。
13. ↑  McWhorter (2015年12月13日). “Actually, Scalia had a point.”. CNN. 2016年12月3日閲覧。
14. ↑  Satin, Mark (2004). Radical Middle: The Politics We Need Now. Westview Press and Basic Books, p. 10. ISBN 978-0-8133-4190-3.
15. ↑  McWhorter (2014年10月18日). “John McWhorter on Twitter”. 2019年5月28日閲覧。
16. ↑  “Has Anti-Racism Become as Harmful as Racism? John McWhorter vs. Nikhil Singh” (英語). Reason.com (2018年11月30日). 2019年11月20日閲覧。
17. ↑  “Debate: 'The Message of Anti-Racism Has Become as Harmful a Force in American Life as Racism Itself'” (英語). Reason.com (2018年11月9日). 2019年11月20日閲覧。
18. ↑  “What’s Holding Blacks Back?” (英語). City Journal (2015年12月23日). 2019年11月20日閲覧。
19. ↑  All Things Considered (2015年4月30日). “The Racially Charged Meaning Behind The Word 'Thug'”.   NPR. 2015年11月25日閲覧。
20. ↑  McWhorter, John. “Baltimore’s mayor and the president said ‘thugs’? Let’s not get too bent out of shape.”. The Washington Post 2015年11月25日閲覧。
21. ↑  “'Microaggression' Is the New Racism on Campus” (英語). Time. 2019年11月20日閲覧。
22. ↑  “The Difference Between Racial Bias and White Supremacy” (英語). Time. 2019年11月20日閲覧。
23. ↑  “'Racist' Technology Is a Bug—Not a Crime” (英語). Time. 2019年11月20日閲覧。